# Victor Williams (général)
Pour les articles homonymes, voir Victor Williams et Williams.
Le major-général Victor Arthur Seymour Williams, né en 1867 à Port Hope et décédé le 12 décembre 1949 à Toronto en Ontario, était un général canadien durant la Première Guerre mondiale et, par la suite, a été le commissaire de la Police provinciale de l'Ontario. En juin 1916, il a été sérieusement blessé et capturé par les Allemands. Alors brigadier-général, il est l'un des plus hauts gradés canadiens à être capturés par l'ennemi.

## Biographie
Victor William est né en 1867 à Port Hope en Ontario, le fils d'Arthur Trefusis Heneage Williams et de son épouse Emily, la fille de Benjamin Seymour (en). Après avoir étudié à la Trinity College School à Port Hope, il est entré au Collège militaire royal du Canada à Kingston en Ontario en 1884. Après deux ans d'étude, il a été retiré du collège à la requête de ses parents pour servir au sein de la Police montée du Nord-Ouest.
En 1889, il transféra à l'infanterie montée. En 1893, il reçut une commission avec les Royal Canadian Dragoons. En 1899, il se rendit en Afrique du Sud pour servir en tant que major puis lieutenant-colonel commandant l'escadron B des Canadian Mounted Rifles durant la seconde guerre des Boers.
Après son service outremer, il a reçu un brevet de colonel et a été nommé commandant de la Royal School of Cavalry à Toronto en Ontario. En 1907, il a été nommé commandant des Royal Canadian Dragoons et inspecteur de cavalerie pour le dominion du Canada. En 1911, il commanda les unités montées lors du couronnement du roi George V. De 1912 à 1914, il était l'adjudant-général à Ottawa en Ontario. Durant la mobilisation de la 1re Division canadienne, il commandait le camp Valcartier au Québec et accompagna le contingent outremer. Durant la Première Guerre mondiale, il servit dans les états-majors du maréchal Sir John French ainsi que des corps II et III du Royaume-Uni.
En tant que brigadier-général, il a commandé la 8e Brigade d'infanterie canadienne et la 3e Division canadienne de décembre 1915 à juin 1916. Le 30 avril 1916, il a reçu une citation militaire britannique pour bravoure et service distingué sur le champ de bataille. Le 3 juin 1916, il a été sévèrement blessé et fait prisonnier durant la bataille du mont Sorrel. Il a été libéré lors d'un échange de prisonniers avant la fin du conflit.
Vers la fin de 1918, il retourna au Canada. Après la guerre, il fut promu major-général et nommé commandant du District militaire 2 basé à Toronto. Par la suite, il commanda les districts militaires de Kingston et de Toronto. En janvier 1920, il fut nommé compagnon de l'ordre de Saint-Michel et Saint-Georges pour son service en temps de guerre.
De 1922 à 1939, il a servi en tant que commissaire de la Police provinciale de l'Ontario. Le 12 décembre 1949, il est mort à l'hôpital Sunnybrook de Toronto. Il est inhumé au cimetière St John's à Port Hope.

## Héritage
En 1918, le mont Williams dans les Rocheuses canadiennes sur la frontière entre l'Alberta et la Colombie-Britannique a été nommé en son honneur.